# Bapsko Polje
Bapsko Polje (szerbül: Бапско Поље), település Szerbiában, a Raškai körzet Kraljevoi községében.

## Népesség
- 1948-ban 239 lakosa volt.
- 1953-ban 227 lakosa volt.
- 1961-ben 248 lakosa volt.
- 1971-ben 259 lakosa volt.
- 1981-ben 282 lakosa volt.
- 1991-ben 275 lakosa volt.
- 2002-ben 260 lakosa volt, akik közül 259 szerb (99,61%) és 1 оrosz.